# Mesaspis viridiflava
Mesaspis viridiflava là một loài thằn lằn trong họ Anguidae. Loài này được Bocourt mô tả khoa học đầu tiên năm 1873.